# 189.ª Brigada de Infantería (Estados Unidos)

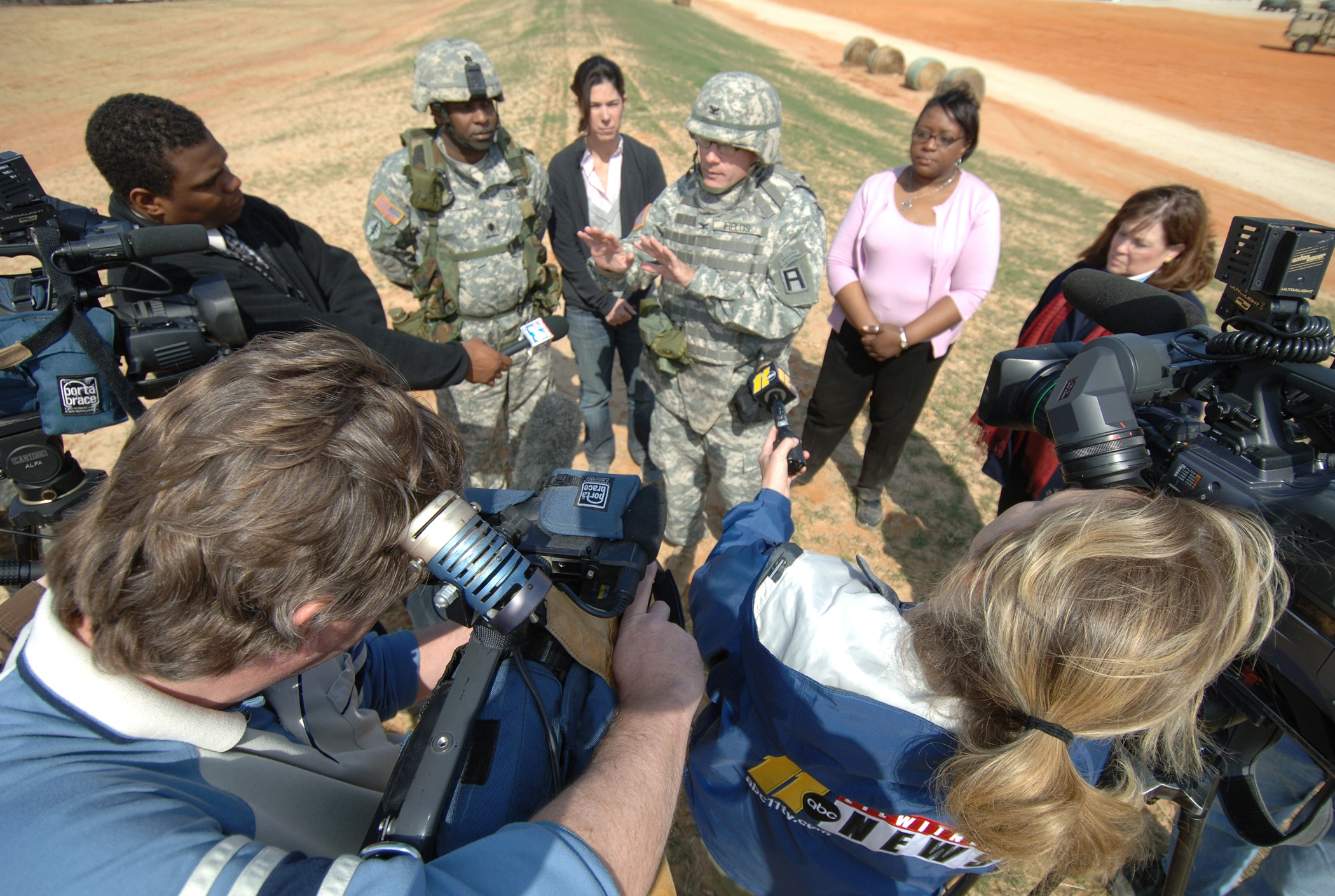
El coronel Mark Fields, ex comandante de la 189ª Brigada de Infantería, explica a los medios la doctrina de entrenamiento y otra información sobre los equipos de reconstrucción provinciales.

La 189.a Brigada de Infantería es una brigada de infantería de entrenamiento del Ejército de los Estados Unidos con sede en la Base Conjunta Lewis-McChord, Washington, subordinada al Primer Ejército.
Fue creada originalmente como parte de la 95 División de Infantería, permaneció activa y en la reserva durante gran parte del siglo XX, participó de la Segunda Guerra Mundial. La brigada ha sido utilizada principalmente como unidad de entrenamiento durante la mayor parte de su existencia. Reactivada en 2006, la brigada es principalmente responsable de entrenar a los equipos de reconstrucción provinciales y sus elementos de apoyo para el despliegue en la guerra en Afganistán.

## Historia

### Orígenes
La Brigada se creó y activó el 24 de junio de 1921 en las Reservas Organizadas y fue asignada a la 95.ª División. Permanecería activa como brigada de reserva durante el período de entreguerras, pero no sería utilizada para ninguna misión pertinente.
En 1936 la formación se reorganizó nuevamente como la 189ª Brigada de Infantería. En 1940, la sede de la brigada se trasladó a McAlester, Oklahoma.

### Segunda Guerra Mundial
En febrero de 1942 la estructura de la brigada se redujo considerablemente y se convirtió en un elemento de reconocimiento. Se combinó con elementos de la 190.ª Brigada de Infantería para formar la 95.ª Tropa de Reconocimiento, que posteriormente fue asignada nuevamente a la 95.ª División. Recibió la orden de entrar en servicio activo el 15 de julio de 1942 y se reorganizó en Camp Swift, Texas, como la 95.ª Tropa de Reconocimiento de Caballería, un elemento de la 95.ª División. La propia división también estaba en proceso de reorganizarse en la 95 División de Infantería.
En agosto de 1943, se le proporcionaron vehículos y fue redesignado como la 95.ª Tropa de Reconocimiento Mecanizado. Luego fue enviado a Inglaterra con la 95 División de Infantería y posteriormente al norte de Francia. La tropa luchó en Francia y, finalmente, en Alemania. Recuperado el 5 de diciembre de 2008. La formación recibió cuatro listones de campaña por su participación, los únicos cuatro que iba a ganar. 
Después del final de la Segunda Guerra Mundial, la tropa regresó a casa y comenzó el proceso de desmovilización, siendo desactivada en octubre de 1945. 
En 1947, la formación inactiva fue redesignada como la 95.ª Tropa de Reconocimiento de Caballería Mecanizada, siendo reactivada en 1948 en Oklahoma City, Oklahoma.  Siendo nuevamente desactivada el 15 de septiembre de 1951 en Stillwater, Oklahoma.
La 95.ª Compañía de Reconocimiento nunca volvería a entrar en acción. Sus elementos volverían a sus designaciones anteriores a la Segunda Guerra Mundial. En 1963, los elementos principales de la compañía se reconstituyeron como la 189ª Brigada de Infantería,  y destinados a servicio activo. 
El 24 de octubre de 1997 fue activada como brigada de entrenamiento. Sin embargo, en 1999 los elementos de la brigada se fusionaron  con la 4ª Brigada, 78ª División (Apoyo al Entrenamiento), otra brigada de entrenamiento en la base responsable de los ejercicios. 

### Reactivación
La 189ª Brigada de Infantería fue activada una vez más el 1 de diciembre de 2006 . 
Se organizó como una brigada de entrenamiento para preparar a las unidades de la Reserva del Ejército y de la Guardia Nacional del Ejército para el despliegue. La brigada prepara a otras unidades para la movilización y les proporciona entrenamiento, asistencia y apoyo durante los ejercicios previos al despliegue, y evalúa el desempeño y el progreso de estas unidades a medida que se despliegan.  Desde su reactivación, la brigada se ha especializado en el entrenamiento de equipos de reconstrucción provincial (PRT) que se despliegan en Afganistán.  
La brigada ha trabajado en estrecha colaboración con el Cuerpo de Respuesta Civil para estandarizar e institucionalizar el entrenamiento de los PRT.  Todos los miembros de los PRT deben reunirse para la capacitación, que dura aproximadamente seis semanas. Estos PRT incluyen miembros del Ejército, la Marina, la Fuerza Aérea y contratistas militares civiles, así como miembros de la Agencia de la Misión de Asistencia de las Naciones Unidas 

## Organización
La brigada contiene cinco batallones de servicio activo subordinados, una Compañía de Cuartel General, y seis batallones de reserva.  La brigada está, a su vez, subordinada a la División Oeste del Primer Ejército.  Al igual que todas las formaciones del Primer Ejército, la brigada no es una unidad de combate, sino que entrena principalmente a las unidades de la Reserva del Ejército del Estado Occidental y de la Guardia Nacional del Ejército que se preparan para el despliegue.
El Cuartel General y la Compañía del Cuartel General de la brigada están ubicados en la Base Conjunta Lewis-McChord y actúan como elemento de comando de la formación, supervisando todos los batallones subordinados que también están ubicados en JBLM. Estos batallones incluyen:
 Cuartel General
 1er Batallón, 356º Regimiento (Batallón de Apoyo Logístico)
 1er Batallón, 357º Regimiento (Batallón de Apoyo de Brigada)
 2.º Batallón, 357.º Regimiento (Infantería)
 2.º Batallón, 358.º Regimiento (Blindados)
 3er Batallón, 358º Regimiento (Artillería de Campaña)
 3er Batallón, 360º Regimiento (Batallón de Apoyo al Entrenamiento)
 3er Batallón, 363º Regimiento (Batallón de Apoyo al Entrenamiento)
 1er Batallón, 364º Regimiento (Batallón de apoyo al entrenamiento)
 2.º Batallón, 364.º Regimiento (Batallón de apoyo al entrenamiento)
 3er Batallón, 364º Regimiento (Batallón de Ingenieros de la Brigada)
```
                 3er Batallón, 356º Regimiento (
Apoyo Logístico
)
```

## Honores

### Decoraciones de la unidad
| Cinta | Otorgar                  | Año       | Pedidos |
| ----- | ------------------------ | --------- | ------- |
|       | Army Superior Unit Award | 2008-2011 |         |

### Listones de campaña
| Conflicto              | Serpentina              | Años)     |
| ---------------------- | ----------------------- | --------- |
| Segunda Guerra Mundial | Norte de Francia        | 1944      |
| Segunda Guerra Mundial | Renania                 | 1945      |
| Segunda Guerra Mundial | Campaña Ardenas-Alsacia | 1944–1945 |
| Segunda Guerra Mundial | Europa central          | 1945      |